# Агиапук (река)
Агиапук (англ. Agiapuk River) — река, протекающая по зоне переписи населения Ном на полуострове Сьюард, штат Аляска, США. Также существуют названия Agee-ee-puk, Ageepuk, Agiopuk и Ahgeeapuk.
Агиапук берёт исток севернее Чёрных Гор на высоте 362 м. В 32 километрах к северу от эстуария Имурук-Бейсин река разветвляется на две части: восточная ветка называется Американ-Ривер (англ. American River), а западная продолжает носить название Агиапук. Основная часть течения реки проходит по Агиапукской низменности. Впадает в Имурук-Бейсин, связанный каналом Туксук с заливом Грантли-Харбор Берингова моря. Длина реки составляет 97 км.
По всей своей протяжённости река служила местом обитания эскимосов. Также на берегах Американ-Ривер были обнаружены небольшие золотые прииски. Геологическая служба США впервые отправила группу исследователей на реку Агиапук в 1901 году, а также повторно в 1903 году..